# Los Zapallos
Los Zapallos o La Vuelta del Pirata es un paraje ubicado en el departamento Garay de la provincia de Santa Fe (Argentina). Se encuentra sobre el arroyo Leyes. Su principal vía de comunicación es la ruta provincial 1, que la vincula al norte con Santa Rosa de Calchines y al sur con Santa Fe de la Vera Cruz. Depende administrativamente de Santa Rosa de Calchines, de cuyo centro urbano dista unos 15 kilómetros.
Cuenta con un frigorífico de pescado.
La zona presenta yacimientos arqueológicos donde se extrajeron muestras de cerámica aborigen.

## Toponimia
El origen de esta designación viene del siglo XIX. Los piratas podían ser portugueses, franceses o ingleses en la etapa de la Confederación, y podían ser españoles, cuando la escuadra real depredaba las costas santafesinas hasta que la derrotó San Martín en San Lorenzo. Una versión asegura que el pirata era italiano, contratado por el Francisco Ramírez durante su enfrentamiento con Estanislao López, luego de 1820. El filebustero tenía por fin dominar el paso del Paraná hacia Santa Fe. López llamó en su auxilio a la escuadra de Buenos Aires, al mando del general Mansilla, que comenzó a bloquear el paso, sucediéndose combates que culminarían cuando el capitán corsario y la tripulación de su barco se lanza al abordaje de una nave porteña en ese recodo del río Colastiné, siendo muerto durante el asalto. Se piensa que le habrían dado sepultura sobre la curva del río, y allí llamarían los santafesinos criollos al lugar "La Vuelta del Pirata".
El nombre "Los Zapallos" se debe a qué la familia Rostagno, la cual era dueña de los terrenos en los cuales hoy se encuentra el paraje, tenía una estancia llamada Los Zapallos y ellos cuando lotearon el terreno le pusieron ese mismo nombre.

## Santo Patrono
- Nuestra Señora del Rosario de San Nicolás

## Lugares de Interés
- Capilla "Ntra. Señora del Rosario de San Nicolás"

- Plaza Zamba

## Instituciones
Educación
- Jardín maternal José Gervasio Artigas
- Jardín de infantes N.º 374
- Escuela N°6319 Gustavo Martínez Zuviría

Deportes
- Club Atlético El Pirata

Centros de salud
- Dispensario

Otras instituciones
- Sub comisaría 3.ª
- Delegación Comunal
- Biblioteca
- SUM

## Población
Cuenta con 873 habitantes (Indec, 2010), lo que representa un incremento del 69% frente a los 515 habitantes (Indec, 2001) del censo anterior.
| Gráfica de evolución demográfica de Los Zapallos entre 1991 y 2010 |
|                                                                    |
| Fuente: Censos nacionales del INDEC                                |